# Marie-Anne Isler-Béguin
Marie-Anne Isler-Béguin (ur. 30 czerwca 1956 w Le Boulay) – francuska polityk, eurodeputowana trzech kadencji.

## Życiorys
Absolwenta nauk ekologicznych, a także geografii. Pracowała jako nauczycielka oraz w biurze inżynierskim. Zaangażowana w działalność Zielonych, była krajowym rzecznikiem partii, a także współpracę międzynarodową partii ekologicznych.
W latach 1991–1994 i 1999–2009 z listy Zielonych sprawowała mandat deputowanej do Parlamentu Europejskiego. Zasiadała we frakcji Zielonych i Wolnego Sojuszu Europejskiego. Od 1992 do 1994 pełniła funkcję wiceprzewodniczącej Europarlamentu III kadencji. Pracowała także m.in. w Komisji Ochrony Środowiska Naturalnego, Zdrowia Publicznego i Bezpieczeństwa Żywności. W 2008 była wśród sygnatariuszy manifestu powołującego koalicję Europa-Ekologia.